# Dionisi de Colofó
|  | Per a altres significats, vegeu «Dionisi de Colofó (desambiguació)». |

Dionisi (en grec antic: Διονύσιος, llatí: Dyonisius) fou un pintor de l'antiga Grècia natural de Colofó que va viure al segle v aC.
Era contemporani de Polignot de Tasos, a qui va imitar en la seva precisió, expressió (πάθος), maneres (ἦθος), tractament de la forma, delicadesa i altres aspectes, però no assolí la seva grandesa artística. Plutarc diu que les seves obres tenien força, però el resultat no era tan bo. Aristòtil diu que pintava el caràcter de les persones «millor» que el que es veia a l'original. Era anomenat antropògraf, segons Plini el Vell perquè només pintava homes i no paisatges, però sembla que més aviat es deu al fet que les seves pintures eren s'allunyaven de l'ideal. Val a dir, però, que aquest passatge de Plini també s'ha atribuït a un altre pintor, també de nom Dionisi.